# Incitatus
Incitatus (łac. szybki, galopujący) − ulubiony koń wyścigowy cesarza Kaliguli.
O życiu Incitatusa na dworze Kaliguli pisze Swetoniusz w swoich Żywotach Cezarów. Według niego Incitatus jako koń wyścigowy miał prawo do spokoju i odpoczynku. Nad tym, by w noc przed wyścigami nikt mu nie przeszkadzał, czuwali pretorianie uciszając nocne hałasy. Poza tym rumak miał mieszkać w marmurowej stajni, chodzić okryty purpurą i w uprzęży ozdobionej drogimi kamieniami, jadać ze żłobu z kości słoniowej. W końcu koń dostał umeblowany dom i służbę, żeby zaproszeni w jego imieniu goście mogli wygodniej ucztować.
Wg Kasjusza Diona konia karmiono "złotym jęczmieniem" (gr. χρυσαῖ κрιθαί, być może jęczmieniem wymieszanym z płatkami złota, a może jakąś szczególnie wyselekcjonowaną i drogą odmianą jęczmienia, która się tak nazywała). Incitatus regularnie uczestniczył w ucztach wydawanych przez Kaligulę: przy tej okazji cesarz wznosił toasty za zdrowie rumaka. Mianował go też kapłanem. Obaj pisarze podają, że Kaligula miał zamiar uczynić Incitatusa konsulem. Śmierć Kaliguli i zmiana na cesarskim tronie zniweczyła te plany.
Niektórzy historycy epizod z Incitatusem traktują nie jako oznakę choroby psychicznej, ale raczej część zachowań komunikacyjnych Kaliguli. Dał do zrozumienia senatorom, że mógłby się bez nich obejść i mianować swojego konia konsulem.

## Incitatus w literaturze
Według powieści „Ja, Klaudiusz” i „Klaudiusz i Messalina” autorstwa Roberta Gravesa, Kaligula uczynił Incitatusa obywatelem, a następnie senatorem rzymskim. Po śmierci Kaliguli cesarz Klaudiusz sprowadził życie Incitatusa do czysto końskich wymiarów. Zwierzę musiało opuścić stajnię o ścianach pokrytych freskami, wypełnioną drogocennymi sprzętami, zrezygnować z kosztownych okryć i specjalnych stajennych. Odtąd przysługiwała mu tylko dzienna racja konia kawaleryjskiego. Po tak radykalnym zmniejszeniu dochodów Incitatus nie mógł dłużej być członkiem senatu, bo był za ubogi. W ten sposób Klaudiusz nie pozwolił, by rumak pozostał senatorem przez kolejne trzy lata brakujące mu do awansu na konsula, czego wymagało prawo rzymskie. Koń w zwykłej stajni zamieszkał jednak ze swoją żoną Penelopą, która w dawniejszych czasach, gdy jej małżonek uczestniczył w wyścigach, często nosiła na swoim grzbiecie Kaligulę.
Zbigniew Herbert poświęcił Incitatusowi wiersz Kaligula, zakończony słowami: o pośmiertnych losach jego mięsa milczy Tacyt.